# Zachary Taylor
Zachary Taylor (Barboursville, 24 de noviembre de 1784 - Washington D. C., 9 de julio de 1850), apodado como Old, Rough and Ready, (Viejo, rudo y presto) fue un líder militar estadounidense que se desempeñó como el duodécimo presidente de los Estados Unidos de 1849 a 1850. Destacó por su gran trayectoria militar y por ser el primer presidente de los Estados Unidos en llegar al cargo sin haber sido elegido previamente para ningún otro cargo público. Fue, además, el segundo presidente que murió durante el mandato y el último  que poseyó esclavos durante su gestión.

## Biografía
Zachary Taylor, hijo de Richard Taylor y Sarah Stroher, nació en una cabaña cercana a Barboursville, en Virginia (Estados Unidos). De niño él y su familia se mudaron a Kentucky donde Taylor pasó su niñez en una plantación conocida como Little Zack. A principios de 1810 conoció a Margaret Mackall Smith con la que contrajo matrimonio el 21 de junio de ese mismo año. Tuvieron un hijo y cinco hijas, dos de las cuales murieron en la infancia.
Entró en el Ejército de los Estados Unidos en 1806 ascendiendo a teniente de infantería dos años más tarde. Poco después fue enviado al territorio de Indiana convirtiéndose en el comandante del Fuerte Harrison. En la segunda guerra contra los británicos, de 1812 a 1815, fue reconocido por sus méritos militares. Años más tarde sirvió en la guerra de Black Hawk en 1832 y en la segunda guerra contra los seminolas entre 1835 y 1842. Durante las Guerras Seminolas se ganó el sobrenombre de Old, Rough and Ready tras la batalla del lago Okeechobee. Participó en numerosos conflictos, ascendiendo en el escalafón militar hasta el grado de general de brigada. Una de sus victorias más célebres fue la Batalla de Monterrey (Nuevo León) en 1846, durante la Intervención estadounidense en México.
Preparando la anexión de la República de Texas, que se había declarado independiente en 1836, Taylor fue enviado en abril de 1844 al Fuerte Jesup en Luisiana, con órdenes  intervenir ante cualquier intento mexicano por reconquistar el territorio texano, cuya secesión no reconocía.
Un año más tarde, adelantó sus posiciones hasta el río Bravo, directamente sobre la frontera méxico-texana, por órdenes del presidente James K. Polk. Taylor eligió un lugar en Corpus Christi, y su ejército de ocupación acampó allí hasta la primavera siguiente en espera de un ataque mexicano.

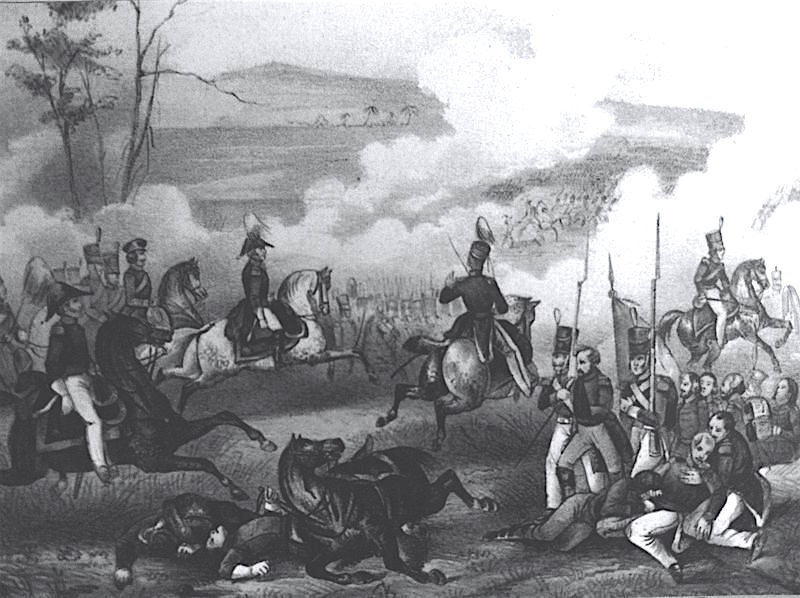
El general Zachary Taylor en la Batalla de Palo Alto, el 8 de mayo de 1846.

En 1845, tras la anexión de Texas, el presidente Polk le ordenó avanzar sobre territorio mexicano, atravesando el río Bravo al frente de un ejército de 4000 hombres. Esto provocó una reacción defensiva de las tropas mexicanas, lo que desencadenó a su vez que se oficializara la declaración de guerra estadounidense. 

## Presidencia

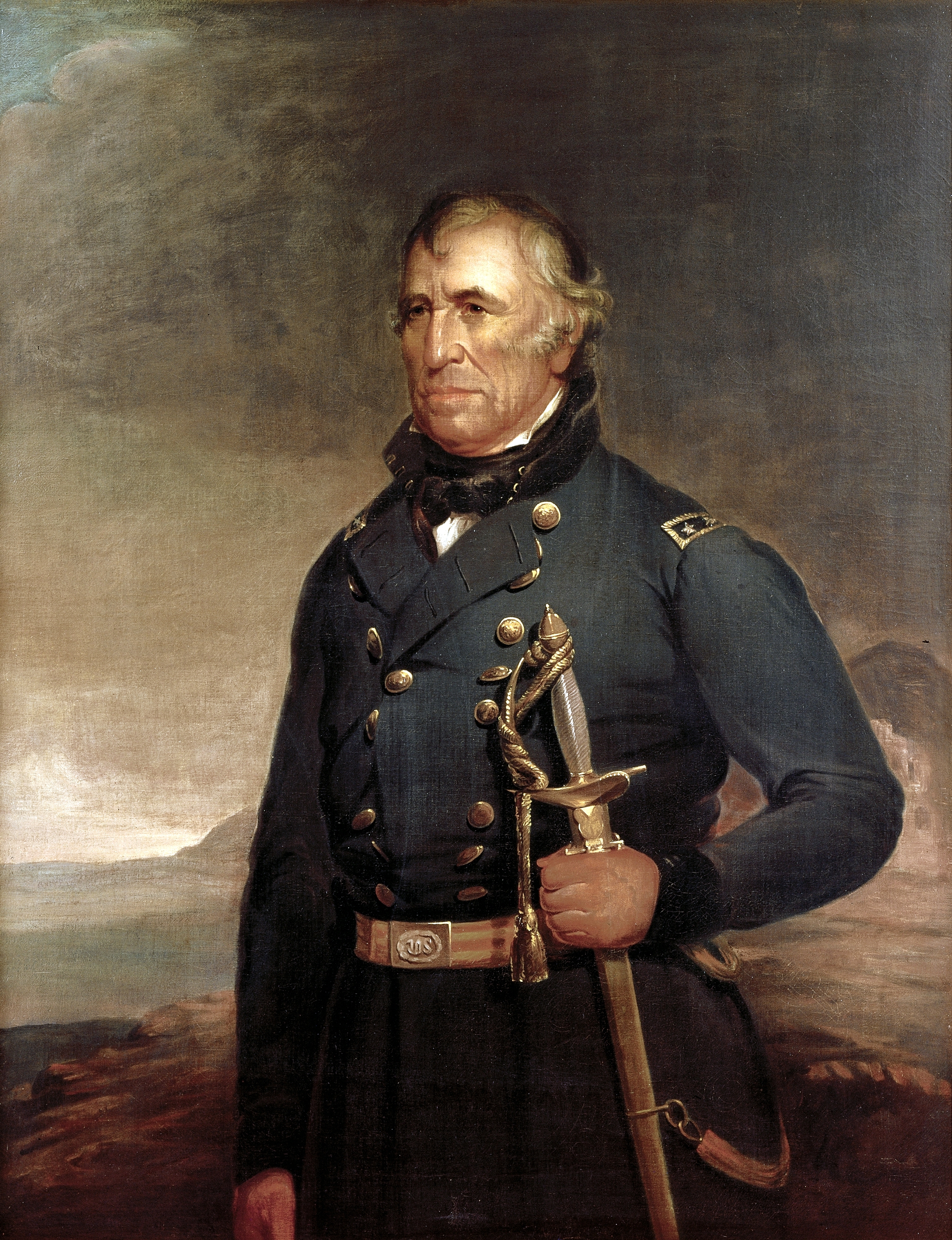
Retrato oficial de Zachary Taylor en la Casa Blanca.

Durante la Intervención estadounidense en México, Taylor fue el más general más destacado. A su regresó se había convertido en héroe nacional. Aprovechando su popularidad, fue propuesto como candidato presidencial por la Convención nacional que el Partido Whig celebró en Filadelfia en junio de 1848. En las elecciones de noviembre de 1848, se impuso al demócrata Lewis Cass por 163 a 127 votos electorales.
Taylor afrontó durante su breve presidencia el inicio de la dinámica de tensiones y enfrentamientos a cuenta de la esclavitud que acabaría precipitando a su país a la guerra civil un decenio más tarde. Tres años antes de su acceso a la presidencia, consumada en marzo de 1849, el congresista por Pensilvania David Wilmot había presentado la enmienda que llevaba su nombre, en la que se instaba a prohibir la esclavitud en cualquiera de los vastos territorios arrebatados a México. La enmienda fue aprobada en el Congreso, donde los más populosos estados norteños tenían mayoría, para ser finalmente rechazada en el Senado. Pese a este triunfo, en el sur se dispararon todas las alarmas: con la súbita incorporación de tantos nuevos territorios y futuros estados a la Unión, el Compromiso de Misuri de 1820, por el que la esclavitud quedaba limitada al sur del paralelo 36° 30′, quedaba superado. Desestimada la propuesta más obvia, presentada por el demócrata de Indiana William W. Wick, de prolongar esa línea hasta el Pacífico, los defensores de la esclavitud se veían abocados a una clara disyuntiva: o lograban que la "peculiar institución" se extendiera a los nuevos territorios cuando se constituyeran como estados, o se verían obligados a renunciar a ella, ya que el equilibrio matemático que hasta entonces se había mantenido en el Senado entre estados "libres" y estados esclavistas quedaría roto y ese hipotético Senado de mayoría abolicionista no tardaría en abolir el trabajo esclavo. 

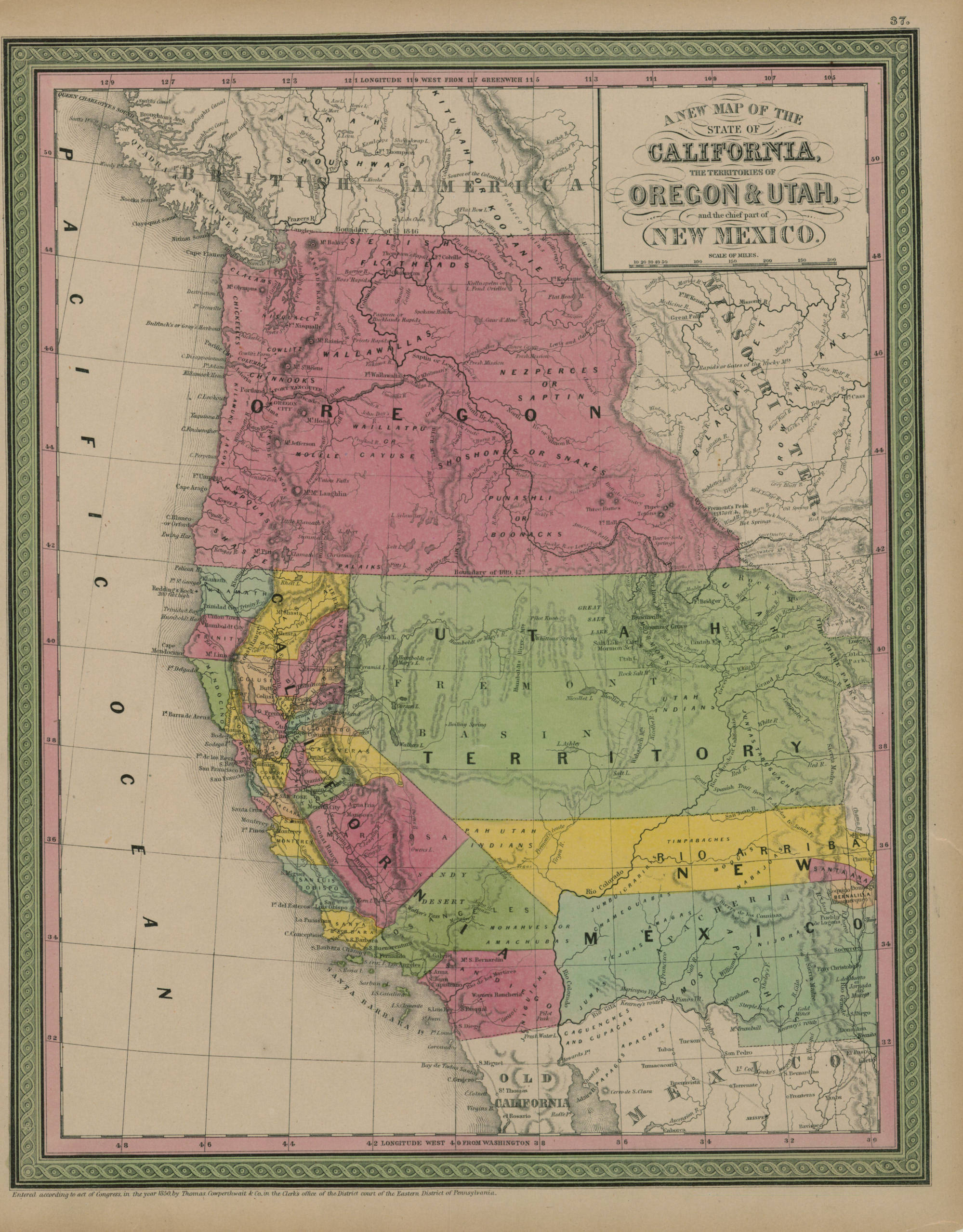
Territorios de la costa oeste en 1850, después de su incorporación a la Unión Americana.

Los temores del sur cobraron urgencia en seguida: en 1850, California solicitó formalmente su ingreso en la Unión, siendo el primero de los nuevos estados constituidos en territorio antes mexicano.  
El nuevo estado solicitó hacerlo como estado libre, ya que había prohibido la esclavitud en su suelo y rechazaba su legalización. Sin embargo, tras su incorporación, se avivó el debate sobre la esclavitud, que durante décadas se había dado por zanjado, a partir del Compromiso de Misuri.  
La solución más obvia era admitir a California como estado libre, a cambio de concederle varios futuros estados al movimiento esclavista. La controversia se intentó dirimir con el llamado un Compromiso de 1850, estableciendo concesiones a favor de las dos facciones enfrentadas, pero Taylor no quiso respaldarlo, y su aprobación quedaría pendiente hasta la administración siguiente, de Millard Fillmore. 
En opinión de Taylor, el mejor camino a seguir era admitir California como un estado y no  como un territorio federal, porque de ese modo, la cuestión de la esclavitud quedaría en manos del Congreso.
La postura de Taylor provocó que el Sur se sintiera traicionado, porque buscaba que los colonos de los nuevos territorios pudieran aprobar las respectivas leyes Constituciones antiesclavistas de sus futuros estados antes de que quedara claro a cuál de los dos bandos se iban a integrar (esclavista o abolicionista). 

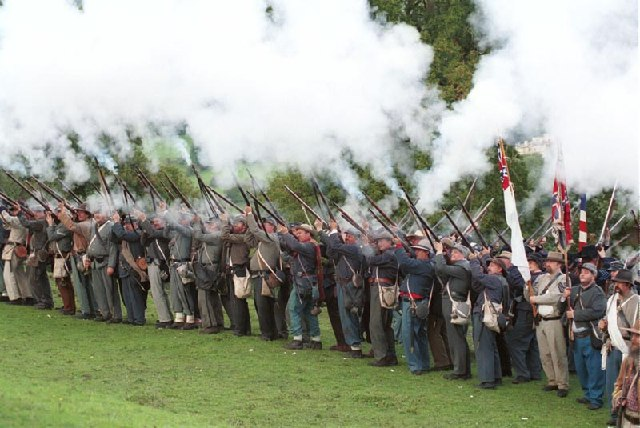
Recreación de la Guerra de Secesión Norteamericana.

Se pretendía que cada nuevo estado federado aprobara su Constitución prohibiendo la esclavitud antes de formar un gobierno estatal. Dado que se trataba de territorios que habían sido conquistados a México en una guerra librada principalmente por soldados voluntarios del sur, la indignación sureña no podía ser mayor. 
En una reunión celebrada en Nashville, Tennessee, en junio de 1850 los estados esclavistas decidieron adoptar alguna forma de resistencia frente a «la agresión del norte», mientras cada vez más sureños hablaban de la posibilidad de la secesión.

Por lo tanto, acababa de estallar una grave crisis a cuenta de la esclavitud —consecuencia inmediata de la guerra librada con México durante la presidencia de Polk—, que ya no se resolvería pacíficamente. Durante los siguientes diez años, la crisis acerca de los límites territoriales de la esclavitud iría siendo heredada de un presidente a otro, y pondría fin al segundo sistema de partidos estadounidense, además de acabar con la vida de centenares de esclavos y activistas favorables u opuestos a la esclavitud, desembocando en la Guerra Civil de 1861 a 1865, sin que ningún acuerdo, pacto o compromiso pudiera evitarlo.

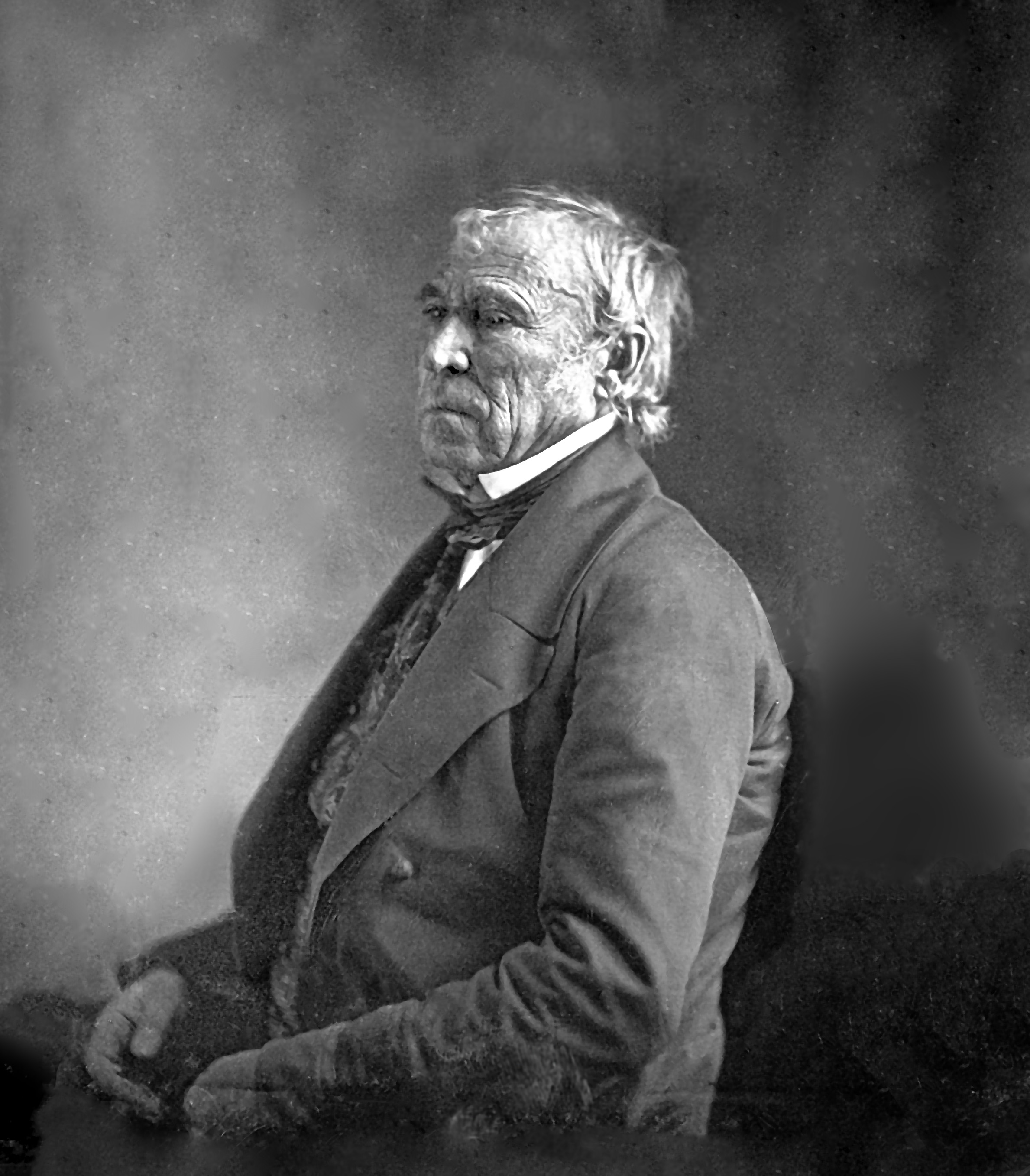
Daguerrotipo de Taylor en la Casa Blanca por Mathew Brady, 1849.

Pero al margen de esta lacerante división por la esclavitud, también durante el mandato de Taylor se firmó un importante acuerdo con el Reino Unido, el tratado Clayton-Bulwer, que pretendió asegurar la neutralidad internacional de cualquier canal construido en América Central. Sería derogado en 1901. 
Tres meses más tarde, tras asistir a los festejos del 4 de julio, el presidente desfalleció. El día 8 su estado empeoró, y, finalmente, murió a las 10:35 p. m. del día siguiente, 9 de julio de 1850. Tenía 65 años de edad. Su vicepresidente, Fillmore, se hizo cargo del mandato incompleto (Taylor apenas llevaba dieciséis meses en la Casa Blanca) que el finado dejaba tras de sí. Tal y como había ocurrido en 1841 con Harrison y Tyler, un héroe de guerra reconvertido en presidente whig moría tras un breve mandato y dejaba la presidencia en manos de un gris vicepresidente. 

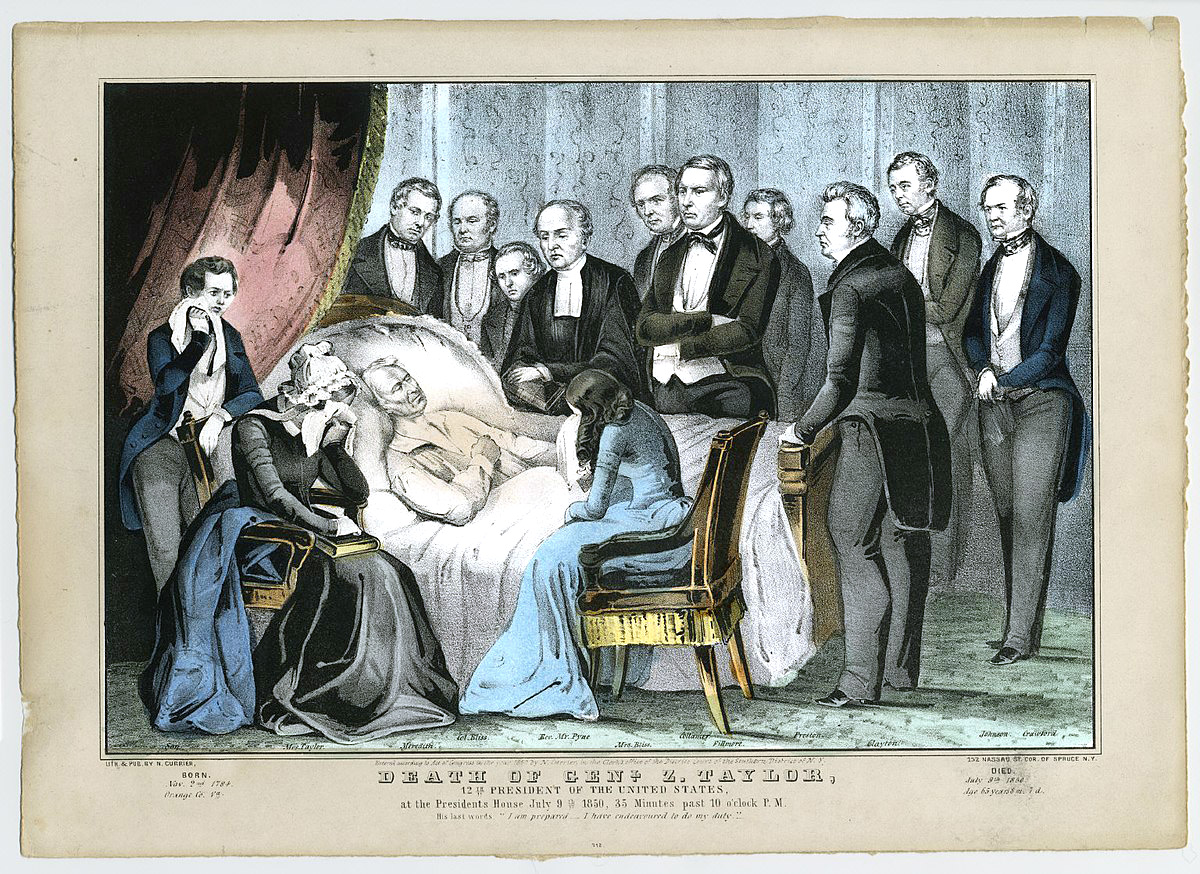
Grabado iluminado ilustrando la muerte de Taylor

Se habló, y se sigue hablando, del cólera como causante de su repentina muerte. También se apuntó a una probable lipotimia provocada por las altas temperaturas de esas fechas del año. Incluso se extendió el rumor, para muchos convicción, de que había sido envenenado. En 1991 se exhumó su cadáver y se desmintió definitivamente esa tesis. El duodécimo presidente había muerto naturalmente, seguramente de una gastroenteritis aguda tras una desmedida ingestión de alimentos -tales como fruta cruda y leche helada- durante las celebraciones de aquel 4 de julio. 
Para el senador demócrata de Misuri Thomas Hart Benton la muerte de Taylor fue una «calamidad para la política americana», pues «no había hombre que fuera más devoto de la Unión, ni más opuesto a agitar la esclavitud».